# Phalacronotus bleekeri
Cá kết (Danh pháp khoa học: Phalacronotus bleekeri) là một loài cá da trơn trong họ Siluridae thuộc bộ cá nheo Siluriformes, chúng cùng hình dạng như cá trèn nhưng lớn con hơn, chúng có thể dài đến 60 cm. Cá kết mình giẹp, đuôi mỏng, Loại cá này thích ăn mồi tép nhưng vào tháng bảy, tháng tám nơi các rạch nhiều cỏ, người dân miền Tây giăng câu hoặc cắm câu với mồi cá linh hoặc cá sặt non thì hay dính cá leo, cá kết và cá lăng. Những loại cá ăn câu vào mùa này con nào cũng lớn và nặng có khi cả ký lô, ít khi có cá nhỏ. Ở Thái Lan, chúng là nguyên liệu cho món ăn Pla Nuea On (วงศ์ปลาเนื้ออ่อน).